# Peter Fleming (författare)
Peter Fleming, född 31 maj 1907 i London, död 18 augusti 1971, var en brittisk författare.
Peter Fleming gick i skola i Eton och studerade humaniora i Oxford, Christ Church College, och verkade sedan som journalist, bland annat som medarbetare i Evening Standard och The Spectator, samt uppträdde i radio. Hans huvudintresse blev tidigt resor, och kom som resereporter att besöka olika världsdelar, vanligen som korrespondent för The Times, ofta gav han sina resor karaktären av upptäcktsfärder. Fleming blev 1929 reservlöjtnant i Grenadier Guards och deltog i andra världskriget, bland annat i Norge 1940 och på Kreta 1941. Han utgav reseskildringarna Brazilian Adventure (1933, svensk översättning 1935), One’s Company (1934, svensk översättning Intervju med Kina 1936) och News from Tartary (1936). The Flying Visit (1940) är en politisk äventyrsroman, som handlar om ett fingerat besök av Hitler i England. A Story to Tell (1942) är en samling noveller.